# 986 a.C.
986 a.C. foi um ano no calendário gregoriano no século X a.C.